# Escuta dicótica
A escuta dicótica é um teste psicológico comumente utilizado para investigar a atenção seletiva e a lateralização da função cerebral no sistema auditivo. Ele é utilizado nas áreas da audiologia, psicologia cognitiva e neurociência. Em um teste padrão de escuta dicótica, o participante é exposto a dois estímulos auditivos diferentes simultaneamente (geralmente fala), direcionados para diferentes orelhas por meio de fones de ouvido. Em um tipo de teste, os participantes são instruídos a prestar atenção a um ou ambos os estímulos; posteriormente, são questionados sobre o conteúdo do estímulo ao qual foram instruídos a prestar atenção ou sobre o estímulo, que foram orientados a ignorar.
A avaliação do processamento auditivo central é realizada por meio de testes auditivos comportamentais e eletrofisiológicos. Desse modo, os testes comportamentais utilizados para a avaliação diferenciam-se por apresentarem tipos de estímulos diferentes (verbais e não verbais) e pela forma de apresentação nas orelhas (binaural ou monoaural).
Dentre os testes comportamentais, encontram-se os testes dicóticos cujo objetivo é avaliar a habilidade auditiva de integração binaural.
Sua característica é possuir estímulos de fala diferentes, apresentados às duas orelhas simultaneamente ou de maneira sobreposta. Os estímulos de fala podem incluir sílabas formadas por consoantes e vogais, números, palavras, frases ou narrativas. Alguns testes dicóticos requerem que os participantes dividam sua atenção, ou seja, repitam o que ouviram em ambas as orelhas (integração binaural). Em outras ocasiões, a tarefa é direcionar a atenção para uma orelha específica (direita ou esquerda) e repetir somente o estímulo ouvido nessa orelha (separação binaural).